# Fortezza di Poggio Imperiale
La fortezza di Poggio Imperiale è un'architettura militare situata a Poggibonsi.

## Storia
La fortezza venne costruita su progetto di Giuliano da Sangallo tra il 1488 e il 1511 e costituisce la realizzazione più importante tra quelle previste da Lorenzo il Magnifico per il rafforzamento delle difese territoriali, a seguito di episodi bellici che avevano visto, nel 1478 tutta la zona sud del dominio fiorentino saccheggiata dalle truppe aragonesi che aveva evidenziato l'inutilità delle strutture militare fin lì realizzate.
Nel progetto Giuliano da Sangallo ed il fratello Antonio, che si occupò dei lavori dal 1496, applicarono le più avanzate innovazioni nel campo della "fortificazione alla moderna", che proprio tra il XV e XVI secolo stava rivoluzionando l'architettura militare a seguito dell'introduzione della armi da fuoco.
In particolare l'architettura della fortezza, che assume un ruolo importante nella storia dell'architettura militare, è caratterizzata dal fronte bastionato (tratti di mura da cui sporgono massicci torrioni), dall'assenza del camminamento di ronda in aggetto su beccatelli, e dalla forma poligonale dei bastioni. Quest'ultimo punto rappresenta per i Sangallo un'importante evoluzione, abbandonando le forme circolari dei bastioni utilizzate dalla bottega di Francione a cui hanno fatto riferimento negli anni della loro formazione professionale.
Sul colle denominato Poggio Imperiale, che domina l'abitato di Poggibonsi, non si volle solo realizzare una fortissima postazione militare ma una nuova città, da costruire secondo i canoni rinascimentali della città ideale, con una cittadella fortificata ed un perimetro murario esterno realizzato solo in parte.
Il progetto di realizzare una città sul colle di Poggio Imperiale non era nuova; nel luogo prescelto per la realizzazione dell'opera infatti sorgeva l'antica città di Poggiobonizio, potente feudo dei Conti Guidi conquistato e raso al suolo dai fiorentini nel 1270, ma sempre nella medesima area l'imperatore Arrigo VII nel 1313 voleva fondare la città di Monte Imperiale (progetto abortito per la morte dell'imperatore), invece della città rimase il nome (Imperiale) al colle dominante Poggibonsi.
L'opera di Giuliano da Sangallo rimase però incompiuta; molteplici furono le cause ma soprattutto influirono sia la morte del Magnifico nel 1492 sia l'evoluzione che ebbe il conflitto militare tra Firenze e Siena che fece perdere importanza al possesso del poggio.
Grazie a queste cause l'opera rimase ad uno stato embrionale e non essendo stata contaminata da aggiunte successive è arrivata ad oggi sostanzialmente identica al progetto originario. Nella stagione 2014/2015 l'intero complesso ha subito importantissimi lavori di restauro durati da Settembre a Maggio i quali si sono conclusi con l'inaugurazione della fortezza restaurata il 7 giugno 2015.Le importanti opere di restauro hanno riportato alla luce la "porta di calcinaia",in precedenza ostruita da un grande cumulo di terra, la "porta della fonte",in precedenza murata con delle pietre e la "porta del giglio",precedentemente sbarrata da un cancello in quanto pericolante.I lavori hanno riguardato anche la "porta di San Francesco",che stava diventando sempre più avvolta dalla vegetazione, la pulizia delle mura da vegetazione spontanea ed alberi, e la creazione di un percorso turistico lungo le mura.

## Architettura
Il complesso è costituito da un giro di mura che cingono quasi per intero la collina, ad eccezione del lato nord. L'ingresso alle fortificazioni avviene attraverso una porta situata ad occidente che ingloba nella sua struttura una torre più antica, questa torre è una testimonianza della cinta muraria di Poggiobonizio.
Le strutture che formano l'opera sono due: la cinta muraria, dotata di quattro porte di accesso, e la fortezza vera e propria.

### La cinta muraria

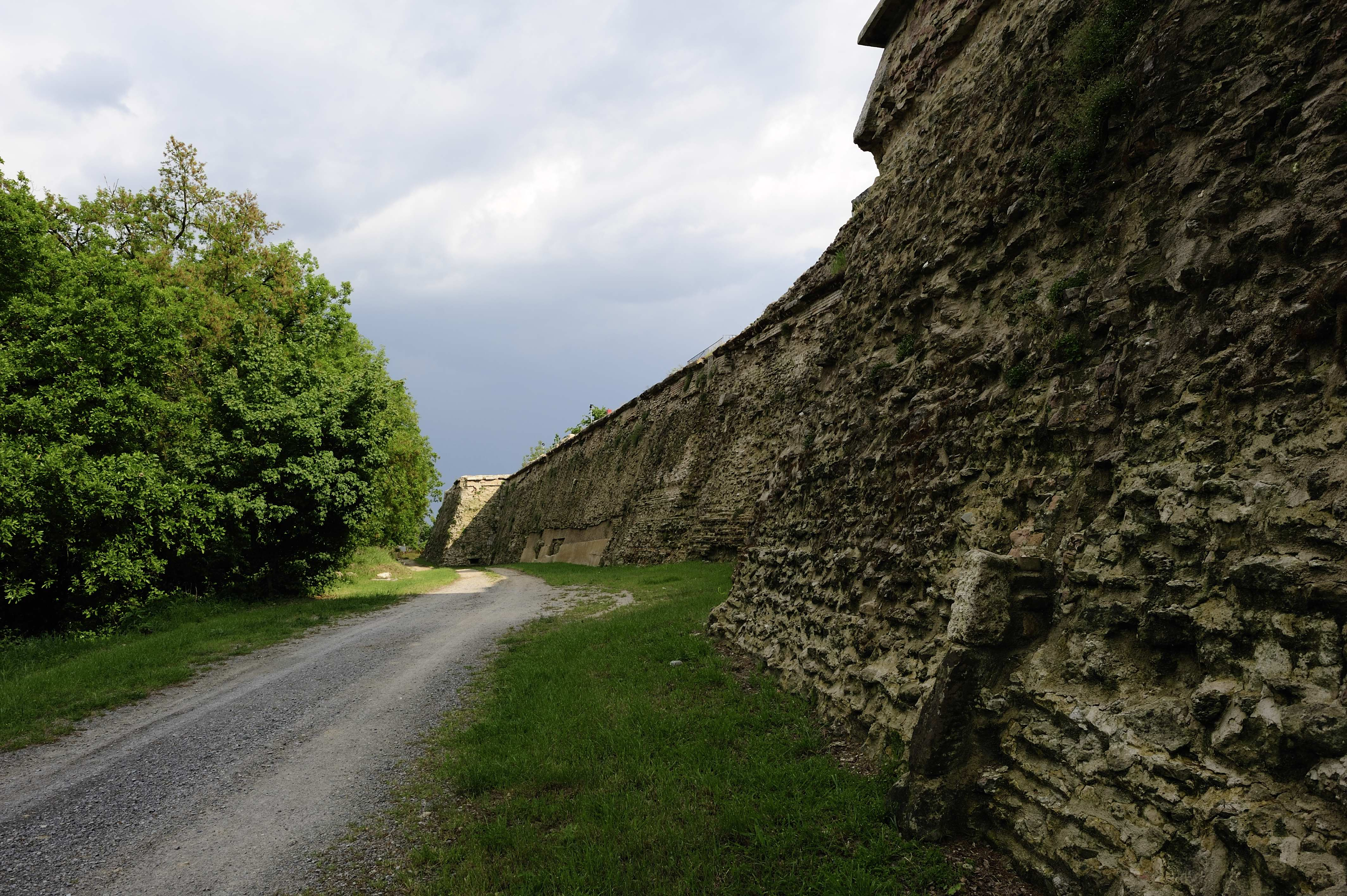
Cinta muraia

La cinta muraria, che avrebbe dovuto costituire la difersa della nuova città, risulta incompleta ed è presente solamente sulla parte occidentale del poggio. La struttura non ha un modello geometrico ben preciso ma si limita a seguire la conformazione del terreno e si estende per oltre un chilometro.
La cinta muraria è rimasta abbandonata al suo destino dal cinquecento ad oggi. Per questo si presenta totalmente amalgamata con la natura circostante.
Le mura vennero realizzate con mattoni, intervallata da ricorsi verticali dentellati in travertino che danno all'intera cortina muraria bellezza e stabilità, così come gli angoli dei bastioni.
Le mura presentano alla loro base, nello spessore del terreno una galleria che collega i vari bastioni alle porte che ha funzioni di galleria di ascolto, questa galleria serviva per ascoltare eventuali minamenti delle mura da parte dei nemici. Sul lato ovest è presente l'unica porta di accesso completata.

#### Le porte
- Porta San Francesco

Porta San Francesco è la porta che guarda il convento di San Lucchese, è così chiamata in quanto sopra di essa sorge la torre di San Francesco sotto citata, e come detto è l'unica interamente completata. La porta dotata di un doppio ingresso, uno per l'esterno e uno per l'interno collegati da una via di passaggio e coperte con una volta a botte, è realizzata interamente in pietra in origine doveva presentare un ponte levatoio, come si evince dai fori presenti in facciata; una volta superata la prima porta si accede ad un androne dove sono presenti due stemmi in pietra delle Repubblica di Firenze e dove sulla parte destra e sinistra vi sono i due accessi alla galleria di ascolto.
- Porta del Giglio

Porta del Giglio è situata sul lato nord-ovest ed è così chiamata in quanto è volta verso Firenze,la città che ha per simbolo il giglio.
- Porta di Calcinaia

Porta di Calcinaia è collocata sul lato sud- est, quello rivolto verso Siena. È così chiamata in quanto sotto di essa è presente il quartiere della città denominato "Calcinaia".
- Porta della Fonte

Porta della Fonte era l'apertura che permetteva di raggiungere la fonte di Vallepiatta detta fonte delle Fate.
Oltre a queste quattro porte il circuito murario presenta altre due emergenze architettoniche
- Porta Piccola

Porta Piccola è un'apertura di dimensioni minori rispetto alle altre tre ed è collocata a metà strada tra porta del Giglio e porta della Fonte, probabilmente si trattava di un'apertura da usare in caso di emergenza.
- Torre di San Francesco

La torre di San Francesco si trova appoggiata alla parte retrostante di porta San Francesco. Si tratta di una torre a pianta a forma di U, ed al suo interno possiamo ancora vedere le buche si alloggiamento dei ripiani in legno e delle scale di accesso alla sommità. Attualmente risulta parzialmente interrata alla sua base a seguito della costruzione della cinta muraria medicea e mozzata alla sua sommità, la sua altezza originaria era con tutta probabilità molto maggiore all'attuale. La torre risale alla seconda metà del XIII secolo e faceva parte della cinta muraria che difendeva l'antica città proclamata imperiale da Federico II e fondata dai conti Guidi, Poggiobonizzo. Venne salvata da Giuliano da Sangallo che la inserì nel circuito murato e venne utilizzata come bastione di difesa della porta San Francesco.
Superato l'androne di porta San Francesco attraverso una strada in terra battuta si arriva prima all'area di scavi archeologici che stanno rimettendo in luce l'antica Poggiobonizzo e successivamente si arriva alla fortezza vera e propria.

##### Le porte prima e dopo il restauro del 2014/2015

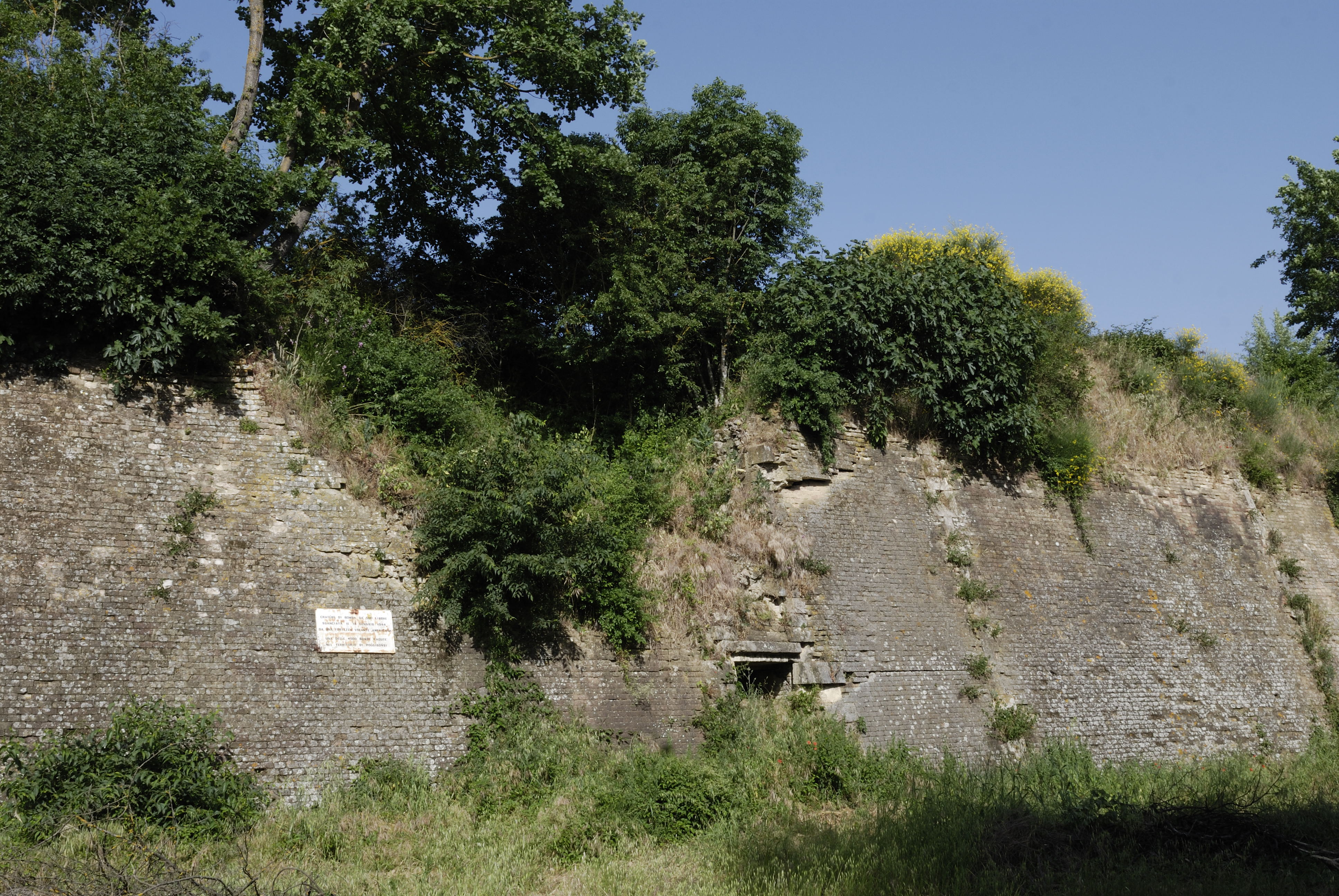
Porta Piccola prima del restauro
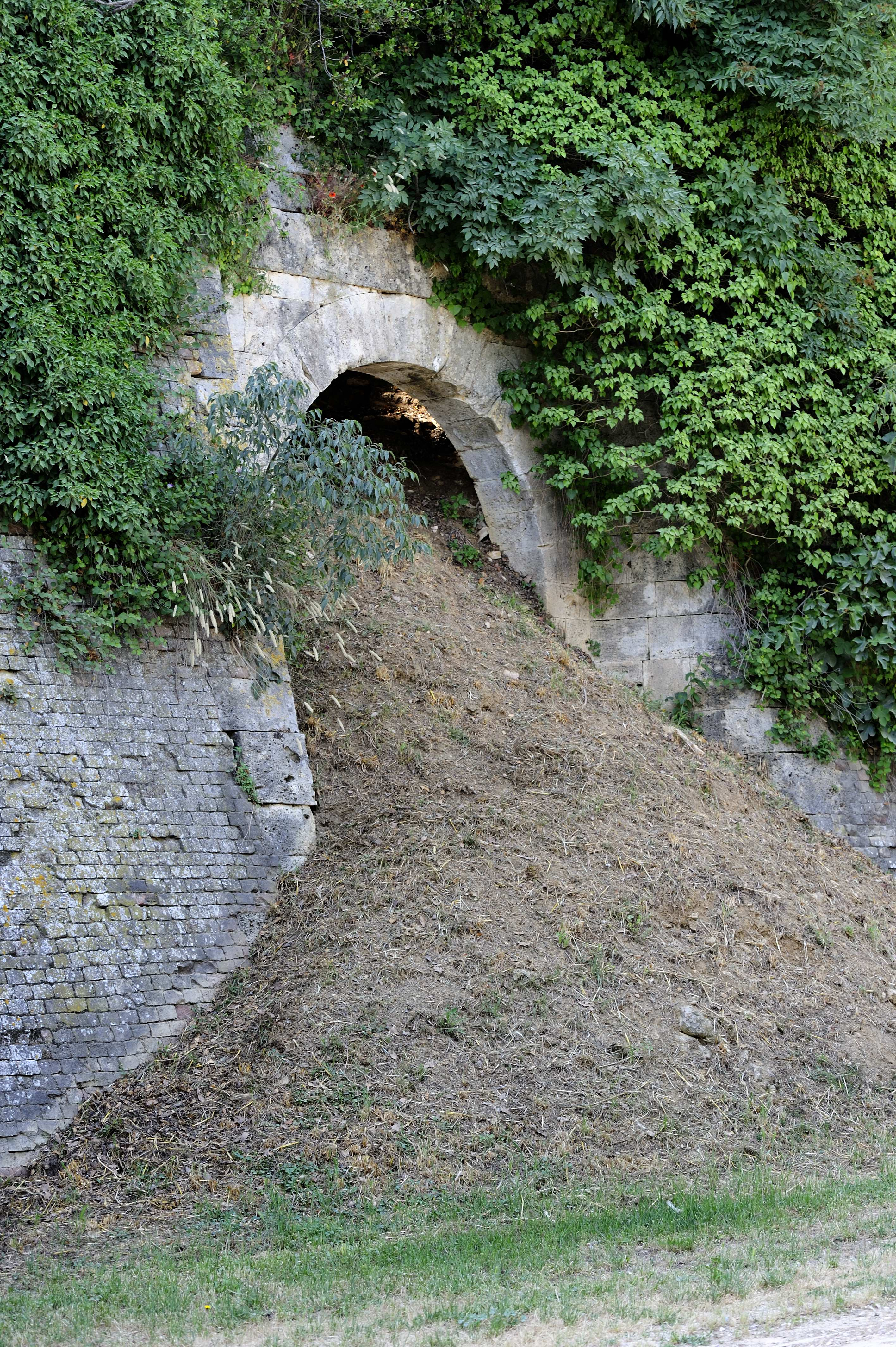
Porta Calcinaia prima del restauro
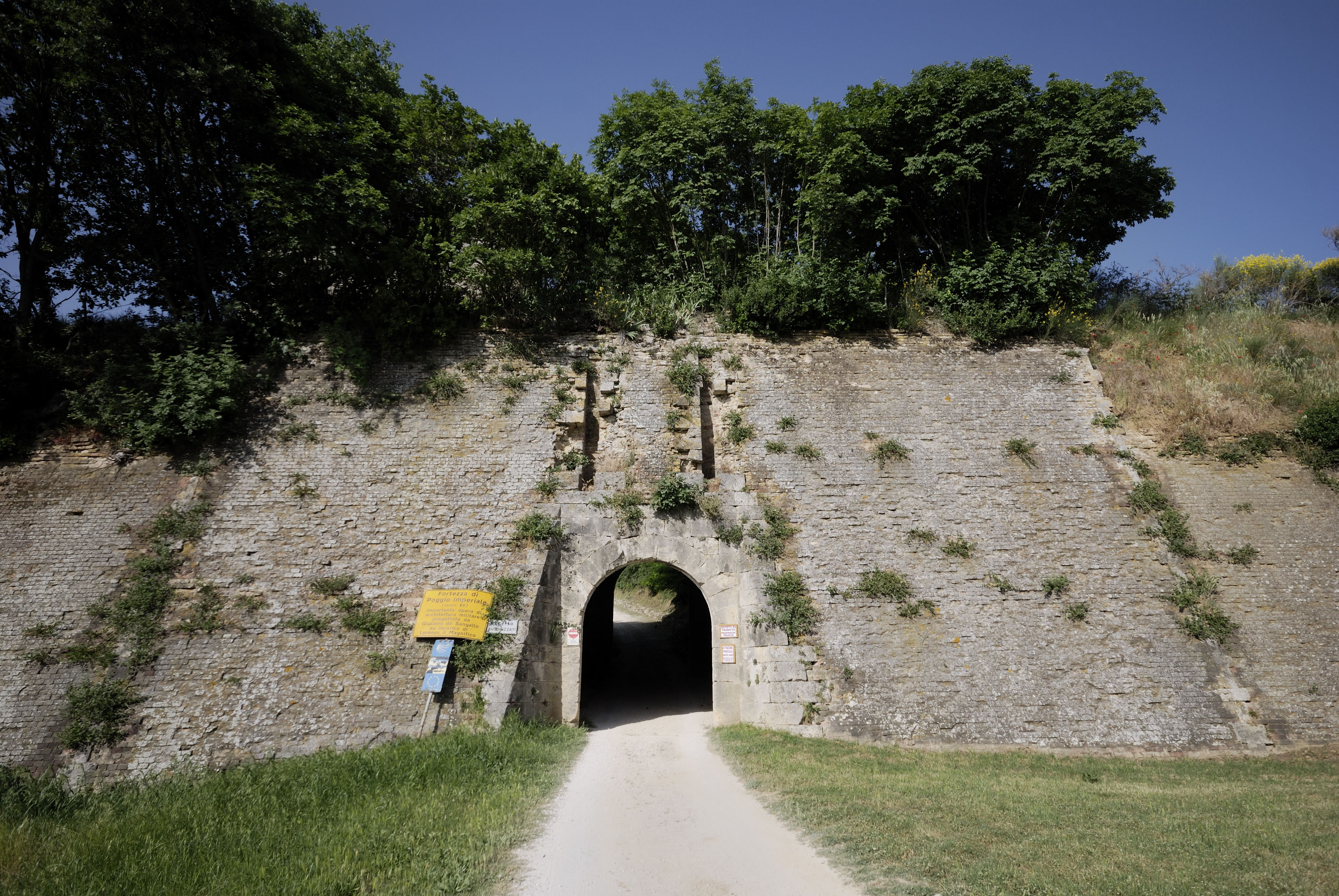
Porta San Francesco prima del restauro
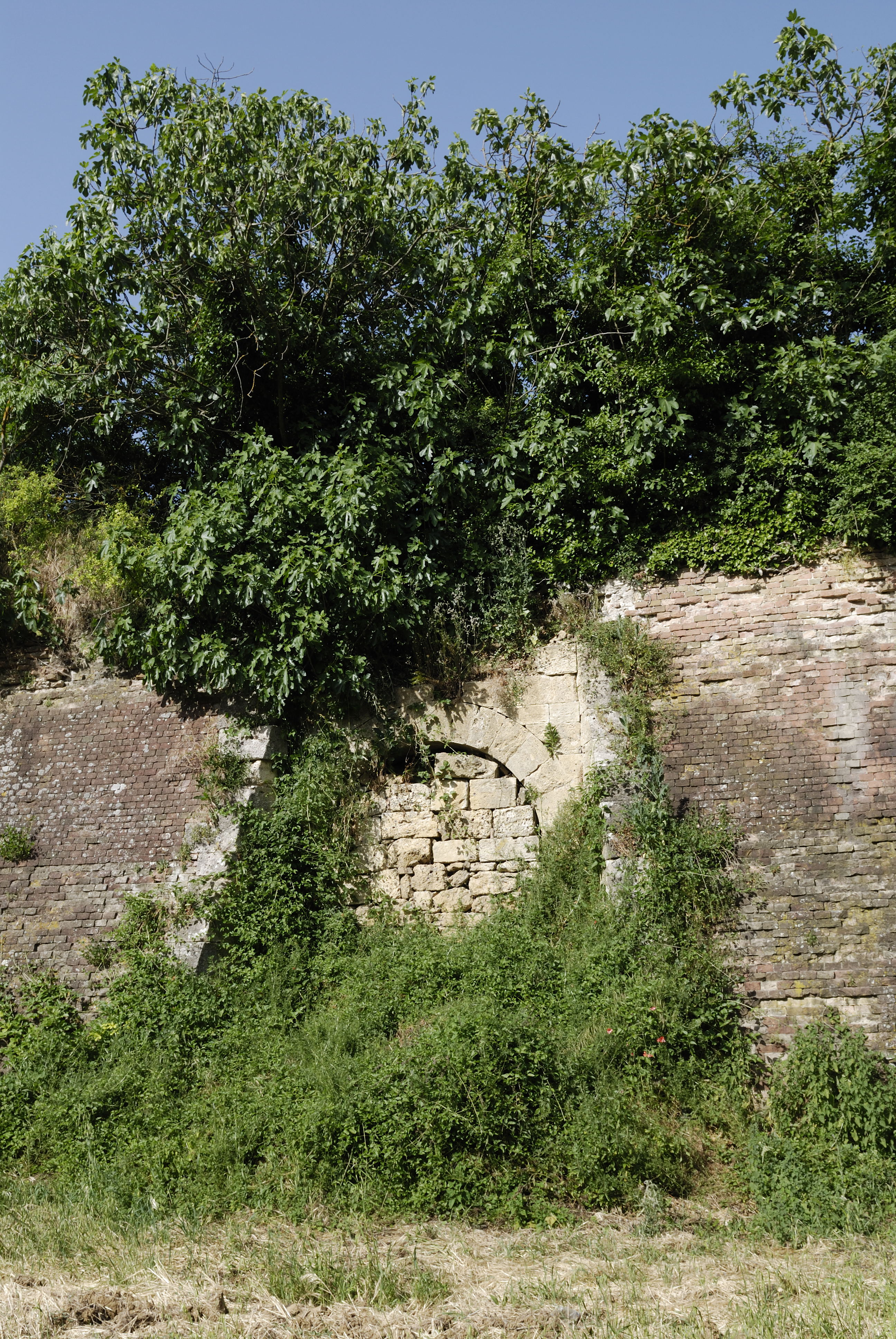
Porta della Fonte prima del restauro
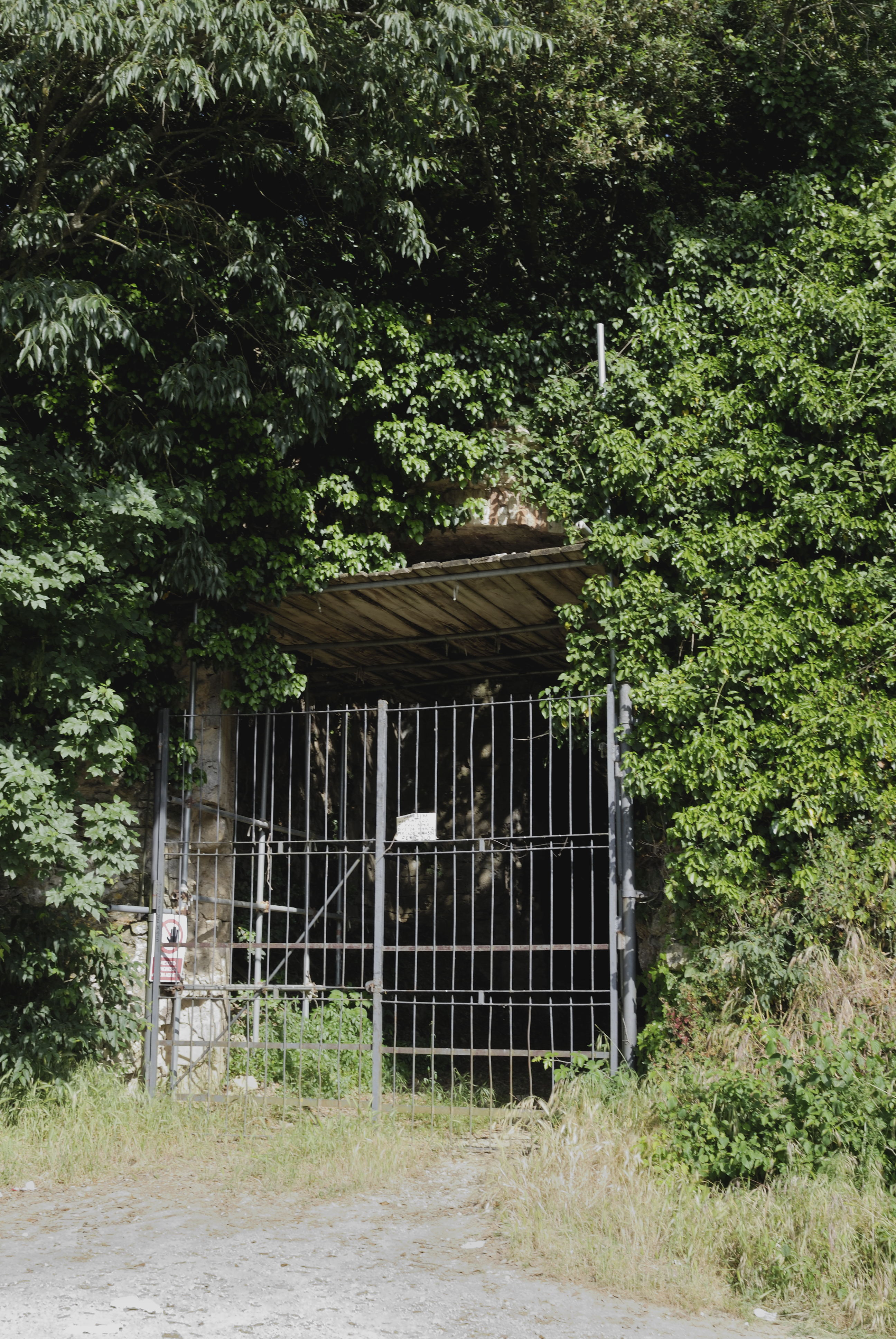
Porta del Giglio prima del restauro
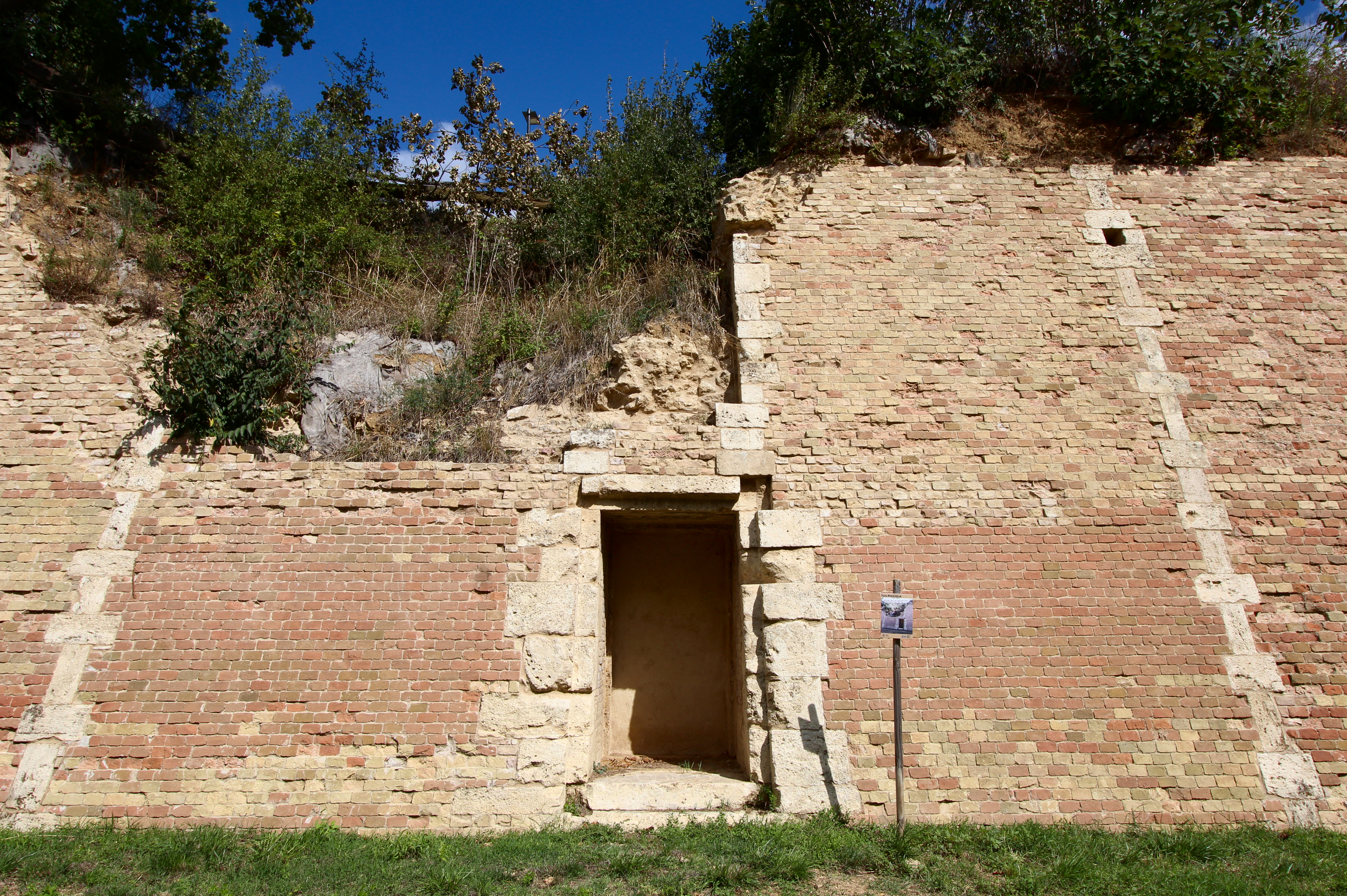
Porta Piccola dopo il restauro
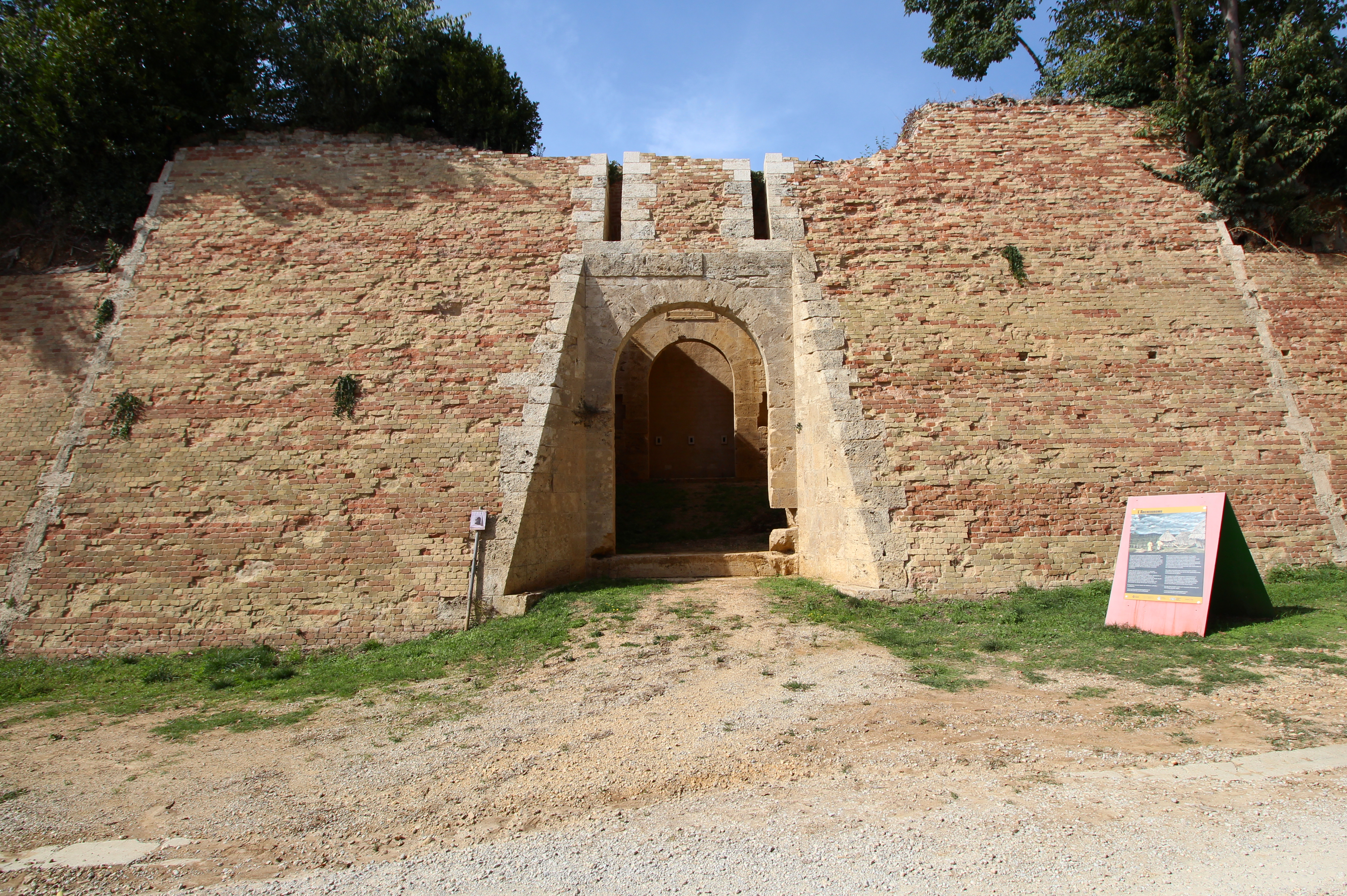
Porta Calcinaia dopo il restauro
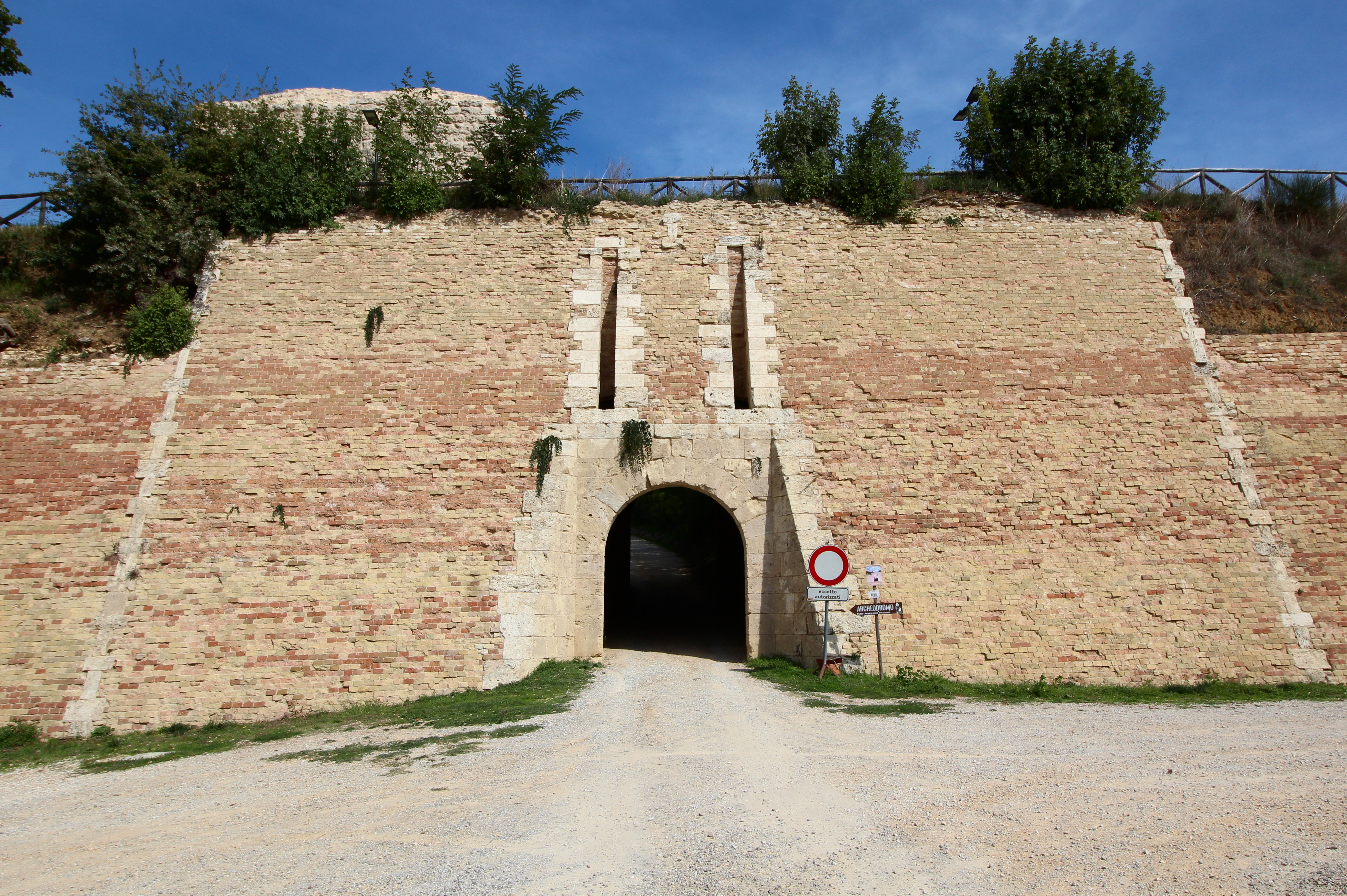
Porta San Francesco dopo il restauro
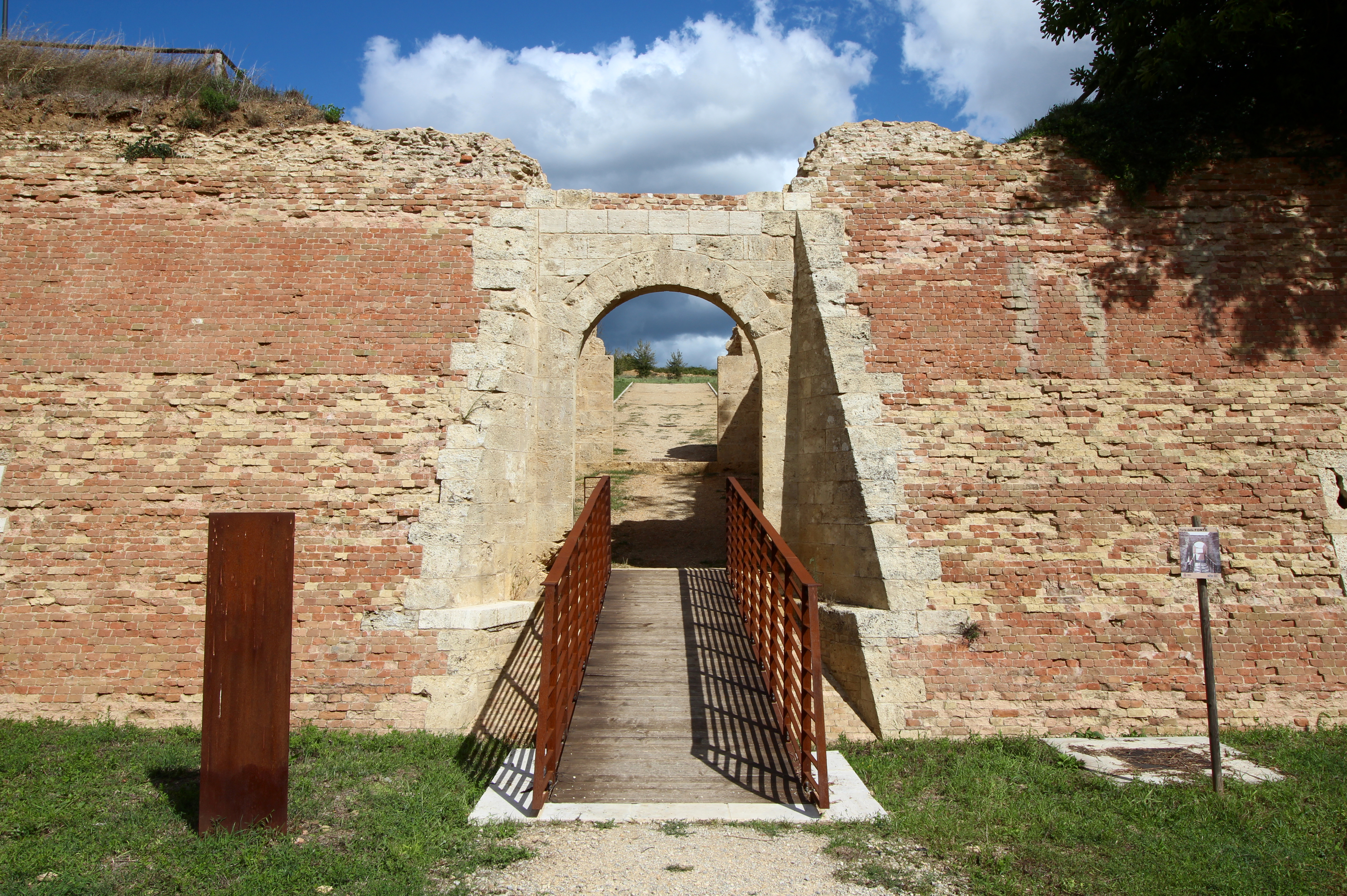
Porta della Fonte dopo il restauro
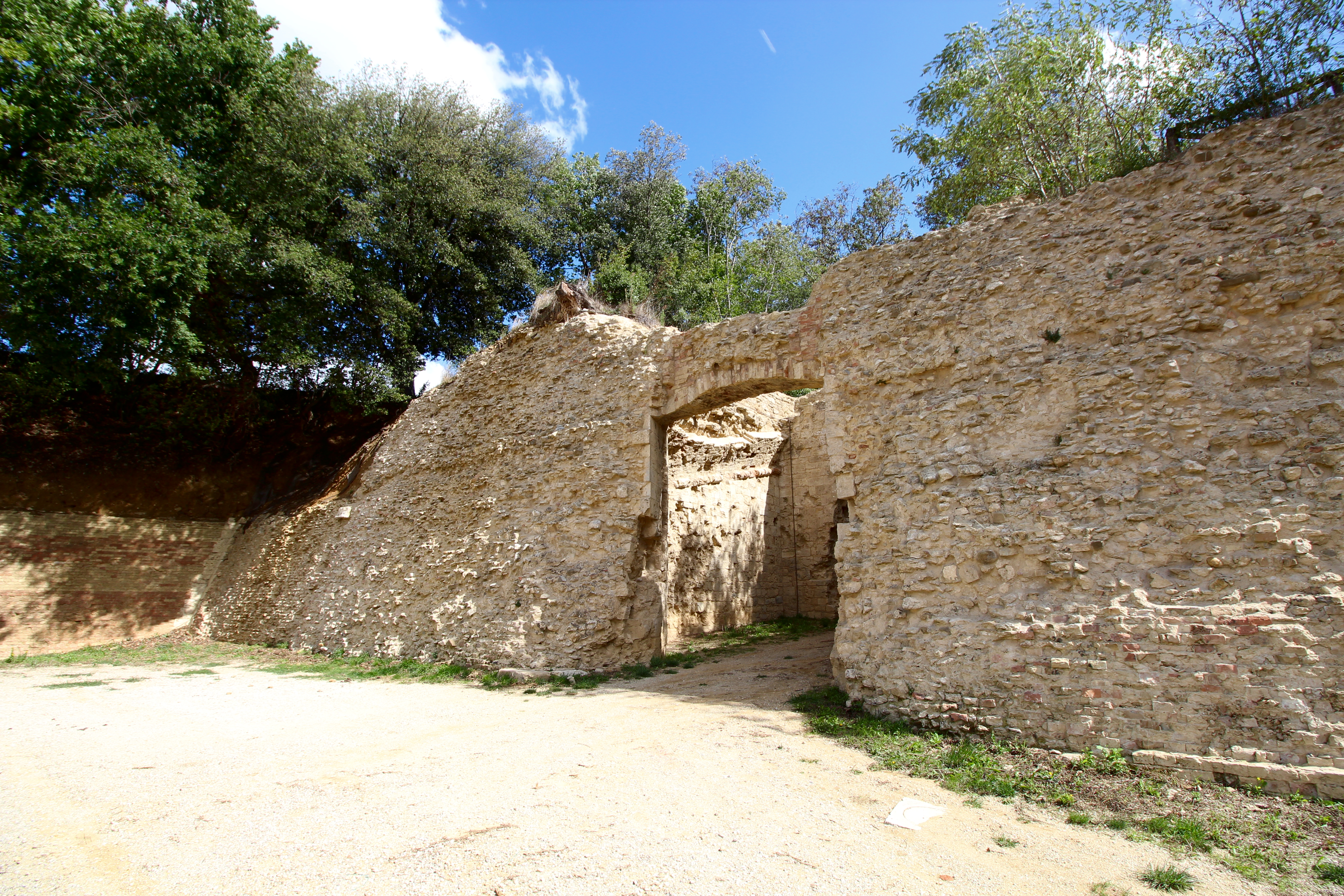
Porta del Giglio dopo il restauro

### La fortezza

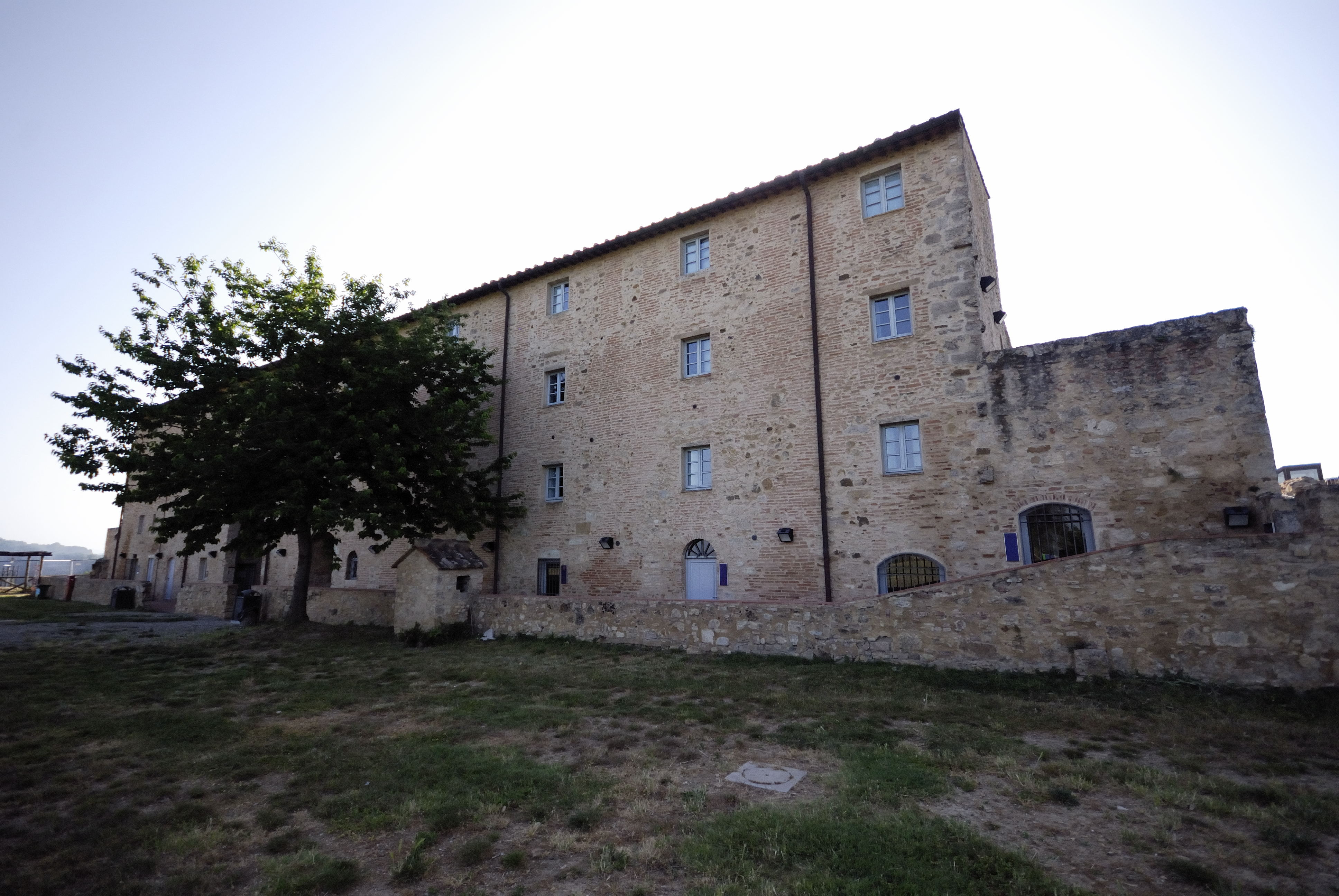
il Mastio

La realizzazione della fortezza o Cassero Mediceo iniziò verso la fine di gennaio del 1489, ma i lavori vennero abbandonati alla morte di Lorenzo il Magnifico nel 1492. Molto lentamente e in maniera limitata, i lavori ripresero nel 1498, ma furono di breve durata. Una nuova serie di opere venne realizzate tra il 1505 e il 1510. A quell'epoca mancavano ancora gli alloggi per i soldati e le armi per la difesa. I lavori alla fortezza furono abbandonati, in maniera definitiva nel 1513. Tra il 1634 e il 1659 furono effettuati dei restauri.
La fortezza è collocata sul lato nord-est della collina e visto che venne realizzata su un terreno pianeggiante, fu possibile darle una forma geometrica rettangolare con un vertice, da considerarsi un rivellino, posto all'estremo lato orientale. A causa di questa appendice la forma della fortezza si avvicina a quella di un pentagono irregolare con sugli spigoli bastioni di forma poligonale: due sul lato verso la città e due, oltre al rivellino, sul lato opposto.
All'interno dei bastioni si trovava un doppio ordine di troniere circolari coperte a cupola e altre postazioni di cannoni all'intersezione dei bastioni con la cortina.
Il fronte bastionato si presenta in una versione ormai matura, senza elementi in aggetto ed in buona parte con inclinazione a scarpa.
Nella sua pianta gli studiosi hanno visto l'influenza degli studi sulla forma antropomorfa presenti nel trattato di Francesco di Giorgio Martini.
Si accede alla fortezza attraverso una porta dalla forma molto simile, sebbene di dimensioni minori, alle porte della cinta muraria poi attraverso un lungo corridoio si accede all'area interna. L'edificio interno è chiamato mastio ma in realtà si tratta di una caserma dislocata su quattro piani. La struttura della caserma è disposta secondo l'orientamento nord - sud ed occupa l'intera larghezza della struttura. Al suo interno è presente una cappella ancora individuabile nelle sue dimensioni.
La fortezza all'esterno presenta una qualità costruttiva maggiore rispetto all'interno. Le mura sono realizzate in mattoni con gli angoli e le troniere realizzare in travertino. La punta estrema è realizzata in travertino, parte a conci e parte scalpellata nel banco dello stesso che affiora in quel punto del poggio e presenta una scarpatura per tutta la sua altezza.
L'intera struttura della fortezza è stata restaurata alla fine del XX secolo. Fino a poco prima dei restauri l'interno della fortezza era usato come campo per le coltivazioni. Il mastio oggi è adibito a sede di Centro di Documentazione degli scavi archeologici della città di Poggibonizzo, che illustra la storia della collina e dove sono esposte monete, ceramiche, vetri, sigilli, oggetti d'uso scoperti in loco e databili tra la fine dell'impero romano e il XVI secolo.
Dai bastioni della fortezza si gode un notevole panorama su Poggibonsi e i suoi immediati dintorni, lo sguardo spazia dalle colline del Chianti, alle colline Metallifere in direzione del Mar Tirreno, agli Appennini a Nord.